# Обернення (логіка)
У логіці, обернення категоричного або імплікативного судження є результатом обернення обох його частин. Для імплікації P → Q, оберненням буде Q → P. Для категоричного судження Для будь-якого S існує P, оберненням є Для будь-якого P існує S. У будь-якому випадку це обернення обов'язково випливає з первісної заяви. Категоричне обернення заяви контрастує з контрапозицією та запереченням. Загалом, істинність S нічого не говорить про правдивість його обернення, якщо попередня P і Q, як наслідок, не логічно еквівалентні.

## Імплікативні обернення
Нехай S є твердженням виду P означає Q(P → Q). Тоді оберненням S є твердження Q означає P (Q → P). Загалом, істинність S нічого не говорить про правдивість його обернення, якщо первісне P і наслідок Q не логічно еквівалентні.
Наприклад, розглянемо правдиве висловлювання: «Якщо я людина, то я смертний.» Обернене твердження до цієї заяви: "Якщо я смертний, то я людина, " яке не обов'язково вірно.
З іншого боку, обернення твердження з взаємодоповнюючої точки зору залишається вірним, враховуючи істинність первісної пропозиції. Таким чином, твердження «Якщо я холостяк, то я неодружений чоловік» логічно еквівалентне «Якщо я неодружений чоловік, то я холостяк».
Завдяки таблиці істинності стає ясно, що S і обернення S не є логічно еквівалентні, якщо обидва члени не мають на увазі один одного:
| P | Q | P → Q | Q → P (обернення) |
| - | - | ----- | ----------------- |
| T | T | T     | T                 |
| T | F | F     | T                 |
| F | T | T     | F                 |
| F | F | T     | T                 |

Перехід від твердження до його обернення є помилковістю при підтвердженні наслідку. Проте, якщо твердження S і його обернення еквівалентні (тобто якщо P істинно тоді і тільки тоді, коли Q також вірно), то підтверджувальний наслідок буде дійсним.

### Обернення теореми
В математиці, обернення твердження теореми виду P → Q буде Q → P. Обернення може або не може бути правдою. Якщо це правда, то доказ може виявитися складним. Наприклад, теорема про чотири вершини була доведена в 1912 році, але її обернення тільки в 1998 році.
На практиці, при визначенні оберненого твердження до математичної теореми, аспекти первісного можуть бути прийняті як встановлення контексту. Тобто, обернення даної P, якщо із Q випливає R буде дано P, якщо R слідує із Q. Наприклад, теорему Піфагора можна сформулювати так:
Даний трикутник зі сторонами довжиною a, b, c, якщо кут на протилежній стороні довжини c є прямим кутом, тоді a2 + b2 = c2.
Обернення, яке також з'являється в Евклідових Елементах (Книга I, пропозиція 48), можна сформулювати так:
З огляду на трикутник зі сторонами довжиною a, b, c, якщо a2 + b2 = c2, тоді кут, протилежний стороні довжини c, є прямим кутом.

## Категоричне обернення
У традиційній логіці, процес переходу від Для будь-яких S існують P до оберненого Для будь-яких P існують S називається перетворенням. За словами Аса Махана, «Оригінальна пропозиція називається впливом, при перетворенні, вона номінується оберненим. Перетворення справедливо, тоді, і тільки тоді, коли ніщо не затверджується в обернене, яке не підтверджене або мається на увазі у впливі. „Коментатор“ більш зазвичай називають „перетвореним“» . У простій формі, перетворення діє тільки для Е і I пропозиції:
| Тип | Твердження                | Просте обернення      | Обернення per accidens   |
| --- | ------------------------- | --------------------- | ------------------------ |
| A   | Для будь-яких S існують P | не діє                | Для деякого P існує S    |
| E   | У жодного S не є P        | У жодного P не є S    | Для деякого P не існує S |
| I   | Для деякого S існує P     | Для деякого P існує S | –                        |
| O   | Для деякого S існує не P  | не діє                | –                        |

Справедливість простого перетворення тільки для Е і I пропозицій може бути виражено обмеженням, що «Жоден термін не повинен поширюватися в обернене, поширюване в перероблення» . Для пропозицій E, як суб'єкт, так і предикат, розподіляється, поки для I пропозиції, нічого не немає.
Для А пропозицій, суб'єкт розподілений, а предикат не є, і тому висновок з твердження А її обернене не є дійсним. Як приклад, для судження A "Усі кішки є ссавцями, " обернене «Усі ссавці — кішки», очевидно, невірно. Проте, більш слабке твердження «Деякі ссавці кішки» — це правда. Спеціалісти-логіки визначають конверсію per accidens виконувати процес виробництва більш слабкого твердження до даного. Виведення з твердження його оберненого методом per accidens , як правило, діє. Однак, як і в силогізмах, цей перехід від загального до конкретного викликає проблеми з порожніми категоріями: «Усі єдинороги — ссавці» часто сприймається як правда, в той час як зворотне per accidens «Деякі ссавці — єдинороги» явно помилково.
У першочерговому обчисленні предикатів, твердження Для будь-яких S існують P може бути представлено у вигляді {\displaystyle \forall x.S(x)\to P(x)}. Тому ясно, що категоричне обернення тісно пов'язано з імплікаційним оберненням, і що S і P не можуть бути поміняні місцями в твердженні Для будь-яких S існують P.

## Подальше читання
- Арістотель. органон.
- Ірвінг Копі[en]. Введення в логіку. Макміллан, 1953.
- Ірвінг Копі[en] символічна логіка. Макміллан, 1979, п'яте видання.
- Сюзан Стебінг. Сучасне Введення в логіку. Кромвель Компани, 1931.

Довідка:Категорія:Негайний висновок